# Audrick Lightbourne
Audrick Lightbourne, född 17 maj 1960, är en friidrottare från Bahamas. Han deltog vid olympiska sommarspelen 1984.